# Sandro Bianconi
Sandro Bianconi (Locarno, 1933) è un linguista svizzero.

## Biografia
Figlio del poeta Giovanni e nipote dello scrittore Piero, fratello di suo padre, opo essersi laureato in lingue, ha insegnato sociolinguistica e Storia della lingua italiana prima all'Università di Zurigo e poi all'Università di Ginevra.

È stato professore invitato nelle università di Pavia, di Milano e di Firenze.
È stato anche direttore dell'Osservatorio linguistico della Svizzera italiana dalla sua fondazione nel 1991 al 1995 e direttore artistico del Festival del film di Locarno dal 1966 al 1970.
Nel 2013 è stato eletto accademico corrispondente straniero dell'Accademia della Crusca.

## Opere principali
- Lingua matrigna: italiano e dialetto nella Svizzera italiana, Bologna, Il Mulino, 1980.
- I due linguaggi: storia linguistica della Lombardia svizzera dal '400 ai nostri giorni, Bellinzona, Edizioni Casagrande, 1989. ISBN 9788877130389.
- Plurilinguismo in Bregaglia, Locarno, Armando Dadò Editore, 1998. ISBN 9788886315869.
- Lingue di frontiera: una storia linguistica della Svizzera italiana dal medioevo al 2000, Bellinzona, Edizioni Casagrande, 2001.ISBN 9788877133519.[4]
- Statistica e lingue. Un'analisi dei dati del censimento federale della popolazione 2000, con Matteo Borioli, Cantone Ticino, 2004. ISBN 9788884680976.
- Giovanni Basso prevosto di Biasca (1552-1629), Locarno, Armando Dadò Editore, 2005. ISBN 9788882811341.